# تارو إيتشيكي
تارو إيتشيكي (باليابانية: 一木 太郎) (مواليد 1 سبتمبر 1976)، هو لاعب كرة قدم سابق كان يلعب كمدافع.

## وصلات خارجية
- تارو إيتشيكي على موقع الاتحاد الدولي (مؤرشف)  (الإنجليزية)